# Autokinetikus hatás
Az autokinetikus hatás (más néven mozgási illúzió; autokinézis) az emberi vizuális észlelés egy jelensége, mely során sötét vagy ingerszegény környezetben levő, mozdulatlan, apró fénypontot mozgóként érzékelünk.

## Az autokinetikus hatás lehetséges magyarázatai
Néhány drog (például a marihuána) és az alkohol fokozhatja a mozgási illúzió érzékelésének valószínűségét, mely megfigyelést ezen szerek akaratlan szemmozgást növelő hatásával hoztak összefüggésbe. Így, az autokinetikus hatás egy lehetséges magyarázatára is ráleltek, mely szerint a szem önkéntelen elmozdulása révén jön létre az illúzió.
Más vizsgálat szerint az érzékelt mozgás irányát nem lehet összefüggésbe hozni az önkéntelen szemmozgással; minek függvényében a mozgásészlelést újabb elmélettel igyekeztek magyarázni – mely szerint az illúziót a szemek valódi pozíciója és az agy által átalakított mozgási jelek képe közti különbség hozza létre.
Szintén helytálló meglátás lehet, hogy azért látjuk a fénypontot mozogni, mert a mozgásérzékelés során a mozgó objektumok helyzetváltoztatását mindig egy másik megfigyelt ponthoz igyekszünk viszonyítani. A sötét, vagy üres, berendezés nélküli szobában azonban nincs fixált, megfigyelhető pont, tehát a felvillantott fényfolt helyzetét nem tudjuk mi alapján meghatározni. A meghatározhatatlanság eredménye az, hogy nem állóként érzékeljük.

## A jelenség vizsgálata
Egy kutatás során az autokinetikus hatás észlelése és a kivetített fénypont mérete közti összefüggést vizsgálták. A teszt során (melyet egy sötét szobában végeztek) különböző méretű fénynyalábokat vetítettek ki. Megfigyelték, hogy a mozgási illúzió észlelése határozott összefüggést mutat a látott/kivetített fénynyaláb méretével – a fénypont méretét növelve egyre kisebb valószínűséggel tapasztalható a pont elmozdulása.
Az mozgási illúzió jelenségének vizsgálata során felmerült az a kérdés is, hogy az illúzió tapasztalása és a kor közt miféle összefüggés mutatható ki. A kérdés megválaszolására húsz tizennyolc és huszonkét év közötti, illetve húsz hatvan és nyolcvan év közötti nő bevonásával végeztek vizsgálatot. A kísérletben részt vevő személyek alkalmasságának függvénye az volt továbbá, hogy megfelelő észlelési funkciókkal rendelkezzenek. A megfigyelést a sötétséghez való adaptációval kezdték: a vizsgálati személyeknek húsz percet kellett eltölteniük egy sötét szobában, bekötött szemmel. A húsz perc elteltével a kötést eltávolították, s megvilágították a fényforrást. Az instrukció szerint bárminemű változást jelenteniük kellett (világosság, homályosság, elmozdulás). Mozgástapasztalás esetén a fényforrás útjának hosszát is meg kellett becsülniük. Eredményeik szerint nincs szignifikáns eltérés a fiatalabbak és idősebbek által megbecsült távolságok közt.

## Az autokinetikus hatás alkalmazása a pszichológiában
Egy egyéni kutatás során az autokinézis (illetve az észlelt mozgás) jellemző tulajdonságait vizsgálták. A vizsgálatok során azonban hamar felfedezték, hogy a jelenség egyénenként igen különböző illúziókat váltott ki, így a megfigyelés-sorozatot az egyén végső döntését befolyásoló társadalmi és önszuggesztiós hatások kimutatására alkalmazták. Így például az elsőként kérdezett megfigyelő meghatározott egy a fénypont által megtett távolságot, azonban módosított eredményt rögzített a végső beszámolójában, ha tudomására jutott, hogy mások az ő megfigyelésével eltérő távolságot állapítottak meg.
Más pszichológiai kísérletben az autokinetikus hatást projektív tesztként alkalmazták. A megfigyelést egy sötét szobában végezték. A kilenc részt vevő személy elé két és fél méter távolságra kivetíttettek egy-egy fénypontot. A feladatuk az volt, hogy megjegyezzék a fénypont által leírt szavakat, s azok számát. Valójában a fénypont nem mozdult el, mégis számos illuzórikus mozgás jött létre. Mind a kilenc személy legalább két szó megjelenéséről számolt be a kísérlet befejeztével, de volt, aki negyvenhárom kifejezést jegyzett. A látott szavak közt akadtak semleges kifejezések („az”, „és”), míg voltak, akik jellegzetes szavakat észleltek. Egy résztvevő például a szójegyzék felolvasása során haragra gerjedt a látott szavak személyessége miatt – s kérdőre vonta a kísérletvezetőket, hogy azok honnan tudtak meg életéről ilyen részletes információkat. Ez esetben az „autokinetikus írás” megmutatja, hogy valójában milyen fontos a szuggesztió az észlelésben, ha hiányosak az észleléshez szükséges ingerek. Hisz valójában ezen személyek véletlenszerű mozgást láttak, viszont előzetesen szavak megjelenésére lettek felkészítve a kísérletvezetők által. Így, a feladat teljesítése során az észlelt mozgást megpróbálták szavakként értelmezni.

## Érdekességek - avagy a mozgási illúzió a hétköznapokban
- az UFO-észlelések nagy része az égboltozat fürkészése során „lejátszódó” autokinetikus hatásnak tulajdonítható
- a hatás igen gyakran tapasztalt az éjszaka repülő pilóták körében – észlelése igen nagy veszélyt jelenthet például a repülőalakulatok számára
- Evan Wright – Generation Kill (Gyilkos megszállás) című háborús történetében egy hadi tévedést az autokinézis jelenségével magyaráz

## Fordítás
Ez a szócikk részben vagy egészben  az   autokinetic effect című angol Wikipédia-szócikk fordításán alapul.  Az eredeti cikk szerkesztőit annak laptörténete sorolja fel. Ez a jelzés csupán a megfogalmazás eredetét és a szerzői jogokat jelzi, nem szolgál a cikkben szereplő információk forrásmegjelöléseként.